# 雨プロジェクト
雨プロジェクト（あめプロジェクト）は、株式会社ウェザーニューズが2005年から梅雨期に実施しているサポーター参加型企画である。

## 概要
ウェザーニューズの携帯電話向け気象情報サービスの利用者から募集された参加者が、屋外に置いたビーカー、計量カップ等を使って毎日の降水量を観測してその結果を同社携帯サイトを通じて報告し、あわせて、リトマス試験紙による酸性度の測定結果の報告や、体感した雨の降り方（ザーザー、シトシトなど）や降雨の生活行動への影響（レインコートの要否など）についての電子メールによるアンケートへの回答を行うことにより、全国規模で雨の状況が多角的に把握されるというものである。参加者から収集した報告は、集計・編集されて同社携帯サイトのコンテンツ「梅雨情報」において公開されるほか、同社の有料予報資料提供サービス「Labs Channel」でも閲覧できる。
また、ウェザーニューズに集積されたデータは、量的な天気予報を利用者の実感に沿った分かりやすい生活情報に翻訳して発表するための参考情報及び雨量予測の検証資料として、同社の予報プロダクトの開発に利用されている。
観測に使うビーカー（「雨カップ」）及びリトマス試験紙は、ウェザーニューズから参加者に配布されるが、配布数が限定されているため、参加者自身がこれ以外のものを用意してもよい。また、2007年から、1mm以下の降水が観測できる感雨紙が配布物に加えられた。
なお、2005・2006両年とも、参加者数はウェザーニューズが目標としていた10,000人に到達していたとされ、その数だけをみれば、気象庁が全国に展開するアメダス（約1,300か所）に同庁と常時オンライン接続している官民諸機関の雨量計（約6,700か所）を合わせた公的な観測網を超えていたことになる。

## 気象業務としての評価
雨プロジェクトに関しては、以下の問題点が指摘されている。
- ウェザーニューズの有料サービスに用いるデータの収集でありながら、観測データに対して参加者が当然に有する権利（報酬の請求、利用範囲の設定など）への配慮がみられない。
- ウェザーニューズから参加者に対する雨量観測の方法についての指示が簡素に過ぎ、観測結果の科学的・産業的な利用価値に疑問がある。
- 季節観測といいうる長期間の、かつ専門知識のない不特定多数に向けて発表するための観測にもかかわらず、気象業務法に基づく気象測器検定に合格した雨量計を用いていない。
- 2005年の報道発表において、ウェザーニューズの配布した「雨カップ」の気象測器としての精度・正統性についての誤認を誘う宣伝がなされていた。

これらは、企業の社会的責任や自然科学的な妥当性からみて問題があるだけでなく、気象業務法の罰則規定が適用される蓋然性のあるものでもあったため、2005年には気象庁観測部がこれを問題視し、ウェザーニューズを監督する同庁民間事業振興課に善処を求め、同課も違法性があるものと認識したが、行政処分、刑事告発のいずれにも至っていない。

## 沿革

### 2005年 - 【雨を感じる】
2005年は10,000個の雨カップを会員に配布し、携帯電話を使って1日の総雨量をリポートするネットワークを形成した。雨音と雨量の関係、地形によって雨量に違いがあることが発見された。リトマス試験紙を利用した酸性雨調査を初めて実施した。
- 6月1日？ - 携帯電話ユーザーに対し、参加者の募集を開始。4日間で予定の5,000人に到達。
- 6月10日 - 報道発表と同時に観測を開始。
- 6月14日 - 参加者の第二次募集（5,000人を予定）を開始。

### 2006年 - 【酸性雨調査】
2006年はリトマス試験紙の代わりにpH試験紙を使用し、酸性雨調査を実施。
- 6月1日　参加者の募集を開始。

### 2007年 - 【Solution開発】
雨の日に役立つきめ細かい専用のメールサービスを開発。100種類以上のソリューションメールが作成された。
- 6月6日　観測を雨カップ調査と称し、参加者の募集を開始。

### 2008年 - 【10分天気予報】
現在の天気を携帯電話で送信（GPSで位置が送信される）すると、10分おきに1時間先までの天気が表示されるようになった。現在、ウェザーニュース携帯サイトで用いられている10分天気予報の原型である。
- 6月26日 - 10分天気予報を開始（通年継続中）。

### 2009年 - 【梅雨前線を特定】
梅雨前線の「真の姿」の追求。ウェザーリポートを利用してリポートを送る形式になった（ウェザーリポートの様式が変更になった）。その際、携帯電話でのGPSで現在地の送信が推奨されている。雨カップ調査、酸性雨調査は継続されている。また体感、五感予報（今後雨がやむ等）を送信する。
- 6月10日 - 雨プロジェクト2009リリース、参加者を募集。
- 6月26日 - 10分天気予報1周年。

### 2010年 - 【梅雨を新しい季節に】
今年は様々な角度から梅雨を見直す。例年通り「雨カップ調査」もあるがアジア地域の報告（韓国、上海、香港、台湾、インド、マレーシア）もある。また、酸性雨調査も実施される（5,000名）。
1. 梅雨の季節感 - 梅雨が一つの季節のように進んでいくのを感じる。
2. 梅雨の文化 - 梅雨の感じ方、過ごし方、楽しみ方などが人や地域によっての違いを調査する。
3. アジアの梅雨 - アジア全体の梅雨や雨に対する考え方を知ることで、日本の梅雨を見つめ直す。

- 6月7日 - 雨プロジェクト2010リリース。

梅雨度調査開始。現在の梅雨度（どのくらい梅雨の季節と感じるか）を報告する。

### 2011年
- 6月10日 - 雨プロジェクト2011リリース。

## 雨カップの作成
2005年と2008年には希望者に雨カップが配布されたが、最近は配布されていない。よって、雨カップによる報告を行いたい場合には自作をする必要がある。雨カップにふさわしいものは「割れない素材のもの」で「形は自由」であるとしている。ただし、円柱形で、できればなるべく底が平らなものが望ましい。

### カップが完全な円柱形の場合の目盛りの付け方
底面から定規で10mm、20mm……と目盛りを付す。

### カップが完全な円柱形ではない場合の目盛りの付け方
円柱形をしていない容器を採用した場合は以下の手順で目盛りを付す。例としてカップの直径が8cmの場合の手順を以下に示す。
1. カップの直径を測る。この際、直径はカップの底ではなく、口の方で計測する。
2. 換算表（後述）を用い分量を確認する。
3. 換算表で確認した水を計量カップで測り、雨カップに入れる。例えばカップの直径が8cmの場合は50ccの水を入れる。それが10mm分の雨量になる。このときに10mmの目盛りを付す。
4. 続けてもう50ccの水を入れます。合計で100ccです。これが20mm分の雨になります。20mmの目盛りを付す。
5. 上記を繰り返し、30mm、40mm、と目盛りを付す。

### 雨カップの雨量換算表
前述の、「カップが完全な円柱形ではない場合」は以下の水が10mmの雨に相当する。
| カップ直径 | 水量 | カップ直径 | 水量  | カップ直径 | 水量  |
| ---------- | ---- | ---------- | ----- | ---------- | ----- |
|            |      | 11cm       | 95cc  | 21cm       | 346cc |
|            |      | 12cm       | 113cc | 22cm       | 380cc |
|            |      | 13cm       | 133cc | 23cm       | 415cc |
|            |      | 14cm       | 154cc | 24cm       | 452cc |
| 5cm        | 20cc | 15cm       | 177cc | 25cm       | 491cc |
| 6cm        | 28cc | 16cm       | 201cc | 26cm       | 531cc |
| 7cm        | 38cc | 17cm       | 227cc | 27cm       | 572cc |
| 8cm        | 50cc | 18cm       | 254cc | 28cm       | 615cc |
| 9cm        | 64cc | 19cm       | 283cc | 29cm       | 660cc |
| 10cm       | 79cc | 20cm       | 314cc | 30cm       | 707cc |